# Княжество Минден
Княжество Минден (нем. Fürstentum Minden) — государство в составе Священной Римской империи, существовавшее с 1648 по 1807 г. Являлось секуляризированным Брандербургом епископством Минден, входило в состав Вестфальского имперского округа. С 1719 г. управлялось вместе с графством Равенсберг в составе территориальной единицы Минден-Равенсберг.

## География
Княжество располагалось в основном к северу от Виенгебирге в Минденер-ланде к западу от реки Везер, меньшие территории лежали к востоку от Везера и в Равенсбергер-Мулде к югу от Виенгебирге. В июле 1806 года княжество Минден граничило на юге с принадлежавшим Пруссии графством Равенсберг, и княжеством Липпе, на востоке с графством Шаумбург-Липпе и пребывавшее в личной унии с Гессен-Касселем графством Шаумбург, на западе и севере — с курфюршеством Ганновер и некоторыми эксклавами Гессена.

## История
Княжество возникло в 1648 году, когда уже преимущественно лютеранское Минденское епископство было секуляризовано по итогам Вестфальского мира и передано курфюршеству Брандербург в обмен на отказ от доставшейся Швеции Западной Померании. Примерно с 1650 г. правительство первоначально находилось в Петерсхагене, с 1650 г. с 1669 г. — в Миндене. Отсюда с 1719 г. королевская военная и доменная камера управляла княжеством Минден вместе с графством Равенсберг. Управление амтами обычно делегировалось арендаторам, которые отвечали за доходы от налогов, акцизов, таможенных пошлин и т. д..
После Тильзитского мира 1807 г. Наполеон I присоединил эту территорию к королевству Вестфалия. По итогам Венского конгресса в 1815 г. княжество не было восстановлено, но вошло в состав провинции Вестфалия. Титул князя Минден остался в большом титуле прусских королей.

## Герб
На гербе княжества были изображены скрещенные ключи от Рая святого Петра бороздками наружу на красном фоне, ибо христианский святой был покровителем Минденской епархии и собора. После 1648 г. герб вошёл в большой прусский герб. По сей день он представлен на гербах многих муниципалитетов региона, на гербе города Миндена. Существовавшие районы Минден и Любекке также имели ключ на своем гербе, который сохранился у их преемника Минден-Люббекке.